# Fast Food, Fast Women
Pour les articles homonymes, voir Fast (homonymie).
Pour plus de détails, voir Fiche technique et Distribution.
Fast Food, Fast Women est un film américain réalisé par Amos Kollek en 2000.

## Synopsis
Bella, serveuse dans un café-restaurant et célibataire, est sur le point de fêter ses 35 ans. Sa mère lui arrange un rendez-vous avec un jeune écrivain qui vient juste de se voir confier la garde de ses enfants par son ex-femme. Parallèlement, les habitués du café cherchent aussi l'amour : Paul, un veuf retraité, fait appel aux petites annonces pour rencontrer une nouvelle compagne.

## Fiche technique
- Titre : Fast Food, Fast Women
- Réalisation : Amos Kollek
- Scénario : Amos Kollek
- Musique : David Carbonara
- Directeur de la photographie : Jean-Marc Fabre
- Montage : Sheri Bylander
- Distribution des rôles : Caroline Sinclair
- Création des décors : Stacey Tanner
- Décorateur de plateau : Amanda Carroll
- Création des costumes : Pascal Gosset
- Pays :  États-Unis,  France et  Italie
- Durée : 95 minutes
- Genre : Comédie romantique
- Date de sortie :	
  - États-Unis : 6 septembre 2000

## Distribution
- Anna Thomson : Bella
- Jamie Harris : Bruno
- Louise Lasser : Emily
- Richard Modica : Paul
- Mark Margolis : Graham
- Victor Argo : Seymour
- Sandrine Holt : Giselle
- Lonette McKee : Sherry-Lynn
- Judith Roberts : La mère de Bella